# Neuried
Neuried là một thị xã ở huyện Ortenau trong bang Baden-Württemberg nước Đức. Đô thị Neuried có diện tích 57,85 km².